# Расчётный счёт
Расчётный счёт (теку́щий счёт, счёт до востре́бования, че́ковый счёт) — учётная запись, используемая банком или иным расчётным учреждением для учёта денежных операций клиентов.
Текущее состояние расчётного счёта, как правило, соответствует сумме денежных средств, принадлежащих клиенту.
Обычно эти счета не используют с целью получения пассивного дохода (процентов) или с целью сбережений. Основная цель использования расчётного счёта — надёжный и быстрый доступ к средствам по первому требованию через разнообразные каналы передачи распоряжений. При этом клиент может вносить или забирать любое количество средств в любое время. Поскольку деньги доступны по требованию, эти счета иногда называют счетами до востребования. Термин «текущий счёт» обычно относится к счетам физических лиц для совершения расчётных операций, не связанных с предпринимательской деятельностью или частной практикой.
В одном банке может быть открыто несколько расчётных счетов для одного клиента, различающихся валютой счёта и целевым назначением денежных средств, аккумулируемых на них.
В современной банковской практике расчётными называются счета в национальной валюте «до востребования» клиентов — юридических лиц. Счета физических лиц, предназначенные для расчётов, именуются текущими.
К расчётным счетам банки могут «привязать» банковские карты, которые обычно используют для оплат в командировках, на транспорте, представительских расходов, получения наличных средств.
Историческими предшественниками расчётных счетов были специальные счета, которые использовались для выплат по чекам.

## В России

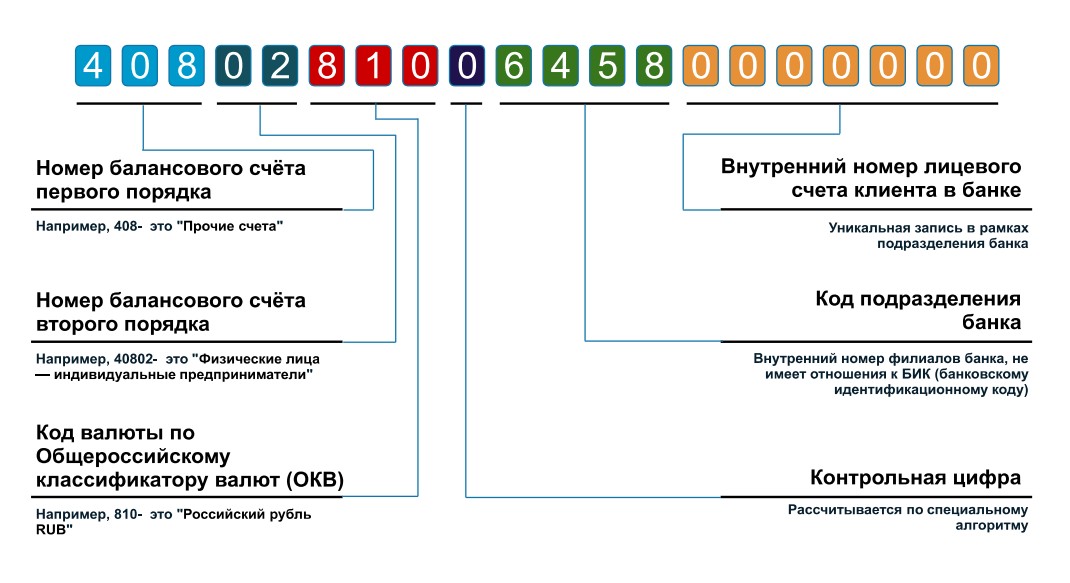
Структура расчётного счёта

Приложение 1 к Положению Банка России от 16 июля 2012 г. N 385-П «О правилах ведения бухгалтерского учета в кредитных организациях, расположенных на территории Российской Федерации» устанавливает, что номер банковского расчётного счёта представляет собой двадцатизначное число, в котором:
ААА—ББ—ВВВ—Г—ДДДД—ЕЕЕЕЕЕЕ (для удобства разделён дефисами, в реальной практике дефисы не используются):
- ААА (1—3-я цифры) — номер балансового счёта первого порядка;
- ББ (4—5-я цифры) — номер балансового счёта второго порядка;
- ВВВ (6—8-я цифры) — код валюты, проставляемый в соответствии с Общероссийским классификатором валют ОКВ, за исключением кода 810, который был заменён в ОКВ на код 643, но в структуре внутрироссийских счетов был оставлен;
- Г (9-я цифра) — контрольная цифра для выявления случайной ошибки в наборе номера счёта;
- ДДДД (10—13-я цифры) — четырёхзначный код подразделения банка (иногда не подразделяется и является частью внутреннего номера счёта в банке);
- ЕЕЕЕЕЕЕ (14—20-я цифры) — семизначный внутренний номер (лицевого) счёта в банке.

Пример: 40817810099910004312, в котором 408 — означает, что это счёт физического лица, 17 — счёт резидента РФ, бессрочный, 810 — валюта рубли РФ, 0 — контрольная цифра в данном случае, 9991 — код подразделения банка (иногда - часть номера счёта), 0004312 — сам номер счёта.
Внутренний номер бюджетных счетов и счетов по учёту доходов и расходов начинается с символа бюджетной отчетности (3 знака) или символа отчета о прибылях и убытках (5 знаков).
В целях создания резерва рекомендовано предусматривать возможность обработки номеров счетов из 25 знаков (резерв на дополнительные 5 знаков).

### Необходимость открытия расчётного счёта для предпринимателя
Открытие расчётного счёта для ИП или ООО не обязательно, но на наличные расчёты для компаний накладываются ограничения. Согласно п. 4 Указания Банка России от 09.12.2019 N 5348-У «О правилах наличных расчетов» запрещено проводить оплату по договору между юридическими лицами или ИП наличными средствами более чем на 100 000 рублей, или хранить излишки наличных свыше лимита, устанавливаемого самой же организацией (Положение о порядке ведения кассовых операций).

### Блокировка счёта по результатам мониторинга
Для исполнения закона «О противодействии финансированию терроризма и легализации доходов, полученных преступным путём» в каждом банке действует отдел финмониторинга, который проверяет в обязательном порядке всё операции на суммы, превышающие 600 000 рублей. Банк может заблокировать средства на расчётном счёте и попросить предоставить необходимые документы для выяснения правомерности операций. По итогу рассмотрения документов банк может принять решение о закрытии расчётного счёта, при этом в договоре могут быть прописаны заградительные комиссии (от 5 % до 20 %) и остаток средств банк выдаст за их вычетом.